# Clase Barracuda
La clase Barracuda (o clase Suffren) es una nueva clase de submarino de ataque nuclear, diseñado por el constructor naval francés Naval Group (anteriormente  DCNS) para la Marina francesa, en sustitución de los submarinos de la clase Rubis. La construcción comenzó en 2007 y la primera unidad se puso en marcha en 2019.
Sus principales misiones serán la detección de submarinos lanzamisiles  rusos o chinos y la escolta de la fuerza aeronaval francesa, el grupo de ataque del portaaviones Charles de Gaulle. Además realizarán patrullas en alta mar de acuerdo a los intereses políticos y militares de Francia.
Los clase Barracuda utilizarán la tecnología de la clase Le Triomphant, incluyendo la bomba de propulsión a chorro. Esta clase produce aproximadamente 1/1000 del ruido detectable de los submarinos de la Clase Redoutable, y son diez veces más sensibles en la detección de otros submarinos.

## Misiones
Los submarinos clase Barracuda tendrán varias misiones principales: 
- Apoyo a los submarinos balísticos de la Fuerza Oceánica Estratégica (FOST). Cooperarán con fragatas, helicópteros y aviones de patrulla marítima franceses durante las entradas y salidas de los submarinos balísticos SNLE (Sous-marin Nucléaire Lanceur d’Engins), cuando  están más expuestos y pueden ser detectados y rastreados por submarinos enemigos.

- Recolección discreta de inteligencia.

- Protección de los grupos aeronavales. Servirá de escolta ak portaaviones Charles de Gaulle, para evitar que otros a ellos les nieguen el acceso a zonas de los océanos donde deba operar.

- Apoyo a fuerzas y operaciones de desembarco, reforzado gracias a la posibilidad del despliegue de fuerzas de operaciones especiales.

- Guerra de superficie, ejerciendo la negación del espacio marítimo y atacando a buques enemigos.

## Diseño y desarrollo
En la década de 1980 se comenzó a discutir como debería ser el sustituto de los submarinos nucleares clase Rubis, que empezaban a entrar en servicio. Era la Guerra Fría y estos submarinos estaban pensados para dedicarse a cazar submarinos soviéticos. Los clase Rubís eran los submarinos nucleares de ataque más pequeños y lentos de su época, no superando más de 23 nudos de velocidad continua en inmersión. Se preveían más submarinos pero la caída del muro de Berlín hizo posponer cualquier discusión al final de la vida útil de los clase Rubis.
En 1998 la Delegation Générale pour l'Armement (DGAM) creó un equipo de proyecto compuesto por el Estado Mayor Naval, Grupo Naval, Technicatome y el Commissariat a l'Énergie Atomique. El equipo  debía realizar el diseño de una nueva clase de submarinos nucleares de ataque. Grupo Naval diseñaría y construiría el barco y Technicatome-Areva la planta de energía nuclear. Las dos empresas eran un único contratista principal, compartiendo los riesgos industriales, administrando los cronogramas y responsabilizándose del proyecto y los costes. En diciembre de 2006, el gobierno francés asignó 7.900 millones de Euros para construir 6 submarinos Barracuda. Según el contrato, el primer barco debía comenzar las pruebas de mar en 2016 y la entrada en servicio se esperaba a finales de 2017.

Perfil de un submarino clase Barracuda.

Es el más moderno submarino en construcción en Francia, serán equipados con misiles de crucero lanzados a través del tubo de torpedo MDCN SCALP Naval de largo alcance (más allá de los 1.000 km) contra objetivos estratégicos en tierra. 
Sus misiones de combate incluyen guerra antisuperficie y guerra antisubmarina, ataque a tierra, recopilación de inteligencia, gestión de crisis y operaciones especiales. 
La clase Barracuda ha visto incrementada su tamaño a 99 metros de eslora y diámetro de 8,8 metros. Este tamaño proporciona mayor autonomía, al menos 70 días en vez de los 45 de la clase Rubis. El Barracuda utilizará estabilizadores en forma de X montados en la popa. El casco está hecho con acero especial 80 HLES, lo que permitirá una profundidad máxima operativa superior a los 300 metros. El reactor nuclear de la clase Barracuda incorpora varias mejoras con respecto al anterior de la clase Rubis. En particular, se extiende el tiempo entre la carga de combustible y reparaciones complejas (RCOHs) de los 7 a los 10 años, lo que permite una mayor disponibilidad en el mar. 
En apoyo a las misiones de operaciones especiales, los Barracuda también pueden acomodar hasta 12 comandos, con su equipo en un contenedor adjunto a la vela, que es el nombre que recibe la "torre" donde lleva los equipos como periscopios, radares (cuando esta emergido), vigías, etc. Existe la posibilidad de llevar y usar un Swimmer Delivery Vehicle (SDV), denominado PSM3G3. El PSM3G tiene 8,5 metros de eslora y capacidad de hasta 6 hombres con todo su material. Esto es muy importante ya que es una capacidad perdida con la baja de los submarinos clase Agosta. Los submarinos clase Rubis, 26 metros más cortos que los Barracuda, no contaban con una esclusa de buceadores que recuperaron los Barracuda.
El submarino contará con un alto nivel de automatización, que permitirá tener una dotación de solo 65 hombres. Esto permitirá reducir los costes operativos de personal. Todos los sensores y armas se integran en el sistema de combate SYCOBS (Système de Combat pour Barracuda et SNLE) de Naval Group. Este sistema de combate cuenta con nuevas interfaces hombre-máquina, con funciones y datos accesibles desde consolas multifunción y una pantalla horizontal que presenta la situación táctica de superficie y las imágenes de los mástiles optrónicos.
El 22 de diciembre de 2006, el gobierno francés hizo un pedido oficial de €7900 millones por seis submarinos Barracuda a DCNS, además de una petición de plantas de energía nuclear a Areva-Technicatome. De acuerdo con DGA "La competencia a nivel subcontratista estará abierta a empresas extranjeras por primera vez". El primer submarino será entregado en 2016. Alain Aupetit, director del programa Barracuda de DCNS, dijo: "la brecha entre la entrega de los barcos uno y dos será de dos años y medio. Después, entregaremos un barco cada dos años hasta la entrega del último submarino en el año 2026", también se ofrece a la marina de Brasil para ser equipada con su primer submarino nuclear.
Los nombres seleccionados para la clase Barracuda son los siguientes: el primer submarino se llamará Suffren , y será seguido por el Duguay-Trouin, Tourville, De Grasse, Rubis y finalmente el Casabianca.
Naval Group ha tenido diversos problemas que afectaron al plazo y al coste. Originalmente se había estimado el precio de cada submarino en 870 millones de euros. Sin embargo en 2012, se incrementó el presupuesto, elevando el coste total del proyecto, estimando  el coste unitario en unos 1.450 millones de euros. Aunque estén programadas 6 unidades solo ha arrancado la construcción de las tres primeras. Probablemente el precio se incrementará hasta unos 2.000 millones por submarino. Aunque el inicio de los submarinos nucleares de ataque clase Barracuda fue a veces difícil y sufrió retrasos, con el paso del tiempo son objeto de una aprobación unánime.
Los submarinos se espera pasen un mínimo de 220 días al año en el mar, superando a la clase Rubis. Su armamento es de solo cuatro tubos lanzatorpedos de 533 mm , que pueden lanzar lanzar torpedos pesados filoguiados F21, misiles navales de crucero MdCN2, misiles antibuque Exocet SM39 y minas. En total pueden portar hasta 20 armas largas sin contar con los tubos.
Estos submarinos reemplazarán a la clase Rubis en proporción 1:1. Se espera que estén también basados en Tolón y que su zona de operaciones sea el Mediterráneo, Atlántico, Mar Rojo, Océano Índico y sudeste asiático.

## Usuarios
Francia
- Marina Nacional francesa: Está actualmente en estado de pruebas para medir su capacidad de combate de fuego de supervivencia y vida útil.

Posibles usuarios
 Países Bajos
- Naval Group ofreció una versión de propulsión diésel-eléctrica del Barracuda para el programa de submarinos neerlandeses para sustituir los antiguos submarinos de la clase Walrus aunque este tiene que competir con la Clase Gotland y los A 26.[cita requerida]

 Marruecos
- La real marina de Marruecos tiene pensado la adquisición de su primer submarino y Naval Group ofreció los submarinos de la Clase Scorpène y los de la clase Barracuda. Marruecos ha mostrado más interés por este último en su versión de propulsión diésel-eléctrica.[cita requerida]

 India
- India tiene previsto potenciar y modernizar su arma submarina. Dadas las sanciones a Rusia, las buenas relaciones con Francia respecto a compra de armas y el antecedente de Brasil es muy posible que se ofrezcan submarinos nucleares a India para lograr el contrato en liza de submarinos SSK. India lleva unos años alquilando a Rusia SSN para ganar experiencia en su operación. Francia realizó una propuesta para dar asistencia técnica y de diseño en la construcción local de 6 submarinos de propulsión nuclear contemplada en el Project 75 Alpha.

Usuarios cancelados
 Australia
- La clase Attack fue una clase de 12 submarinos diseñados en Francia para la sustituir a los submarinos de la clase Collins de la Armada Real Australiana. La clase Attack era una variante convencional SSK de la clase Barracuda. Fue cancelada su construcción en 2021, y en su lugar Australia encargó submarinos nucleares, posteriormente llamados clase Aukus, tras firmar el tratado AUKUS con el Reino Unido y Estados Unidos. Irónicamente Australia se enfrenta a problemas para dotarse con SSN anglo-estadounidenses, quizás debería haberse planteado desde un inicio los SSN franceses.

## Unidades
| Numeral | Nombre        | Puesto en grada         | Botado                                                   | Asignado           | Puerto base |
| ------- | ------------- | ----------------------- | -------------------------------------------------------- | ------------------ | ----------- |
| S635    | Suffren       | 19 de diciembre de 2007 | 12 de julio de 2019. Entregado el 8 de noviembre de 2020 | 3 de junio de 2022 | Toulon      |
| S636    | Duguay-Trouin | 26 de junio de 2009     | 9 de septiembre de 2022. Entregado en noviembre de 2020  | 2024               | Toulon      |
| S637    | Tourville     | 28 de junio de 2011     | 2023                                                     | 2025               | Toulon      |
| S638    | De Grasse     | 2015                    | 2025                                                     | 2027               | Toulon      |
| S639    | Rubis         | 2019                    | 2028                                                     | 2029               | Toulon      |
| S640    | Casabianca    | 2020                    | 2028                                                     | 2030               | Toulon      |